# Miliardario... ma bagnino
Miliardario... ma bagnino (Clambake) è un film del 1967 diretto da Arthur H. Nadel ed interpretato da Elvis Presley e Shelley Fabares. 
Durante il periodo della lavorazione del film, l'interesse di Presley per gli argomenti religiosi e spirituali era molto cresciuto, per questo leggeva moltissimi libri in materia. Il Colonnello Tom Parker pensava che questo potesse distrarre Elvis dai suoi obblighi contrattuali, e così proibì al cantante di leggere qualsiasi tipo di libro mentre si stava girando il film. Non è dato sapere se Presley obbedì o meno.
La produzione dovette fermarsi per circa due settimane a causa di un incidente domestico capitato a Presley che era caduto battendo la testa riportando un piccolo trauma cranico. L'auto da corsa rossa guidata da Elvis nel film è una Chevrolet Corvette Stingray Racer del 1959.

## Trama
Scott Heyward è figlio di un petroliere miliardario. Un giorno decide di scambiare la sua identità con Tom, un istruttore di sci nautico. Così, mentre Tom si gode la sua nuova bella vita in un grande albergo di lusso a Miami Beach, Scott deve arrangiarsi a trovare lavoro per poter vivere. Ospite dell'albergo è la giovane e bella Dianne, alla caccia di un marito ricco. Finisce però per innamorarsi del "povero" Scott, non sapendo di avere involontariamente realizzato il suo sogno.

## Colonna sonora
I brani del film: Clambake; Who Needs Money? (cantato con Will Hutchins, doppiato da Ray Walker); (A House That Has) Everything But Love; Confidence; You Don't Know Me; Hey, Hey, Hey; The Girl I Never Loved.
Durante le medesime session (21-22 febbraio 1967) venne registrata anche How Can You Lose What You Never Had, poi non utilizzata nel film.
Tutti i brani vennero pubblicati all'epoca sull'LP Clambake (LPM/LAP 3893), completato con quattro brani registrati nel settembre dello stesso anno: Guitar Man, Big Boss Man, Singing Tree e Just Call Me Lonesome.
Venne anche realizzato il singolo You Don't Know Me / Big Boss Man (non dal film) (447-0662).
Nel 2006 l'album venne ristampato su CD (serie Follow That Dream), con l'aggiunta di 13 versioni alternative.